# 안인진항
안인진항(安仁津港, Aninjinhang Harbor)은 강원특별자치도 강릉시 강동면 안인진리에 있는 어항이다. 어촌정주어항으로 지정하여 관리하고 있다. 시설관리자는 강릉시장이다.

## 어항 연혁
'안인(安仁)'은 조선시대 관청의 일을 하던 강릉시내 칠사당(七事堂)을 중심으로 해서 볼 때 동쪽에 위치하고 있다. 여기서 '안(安)'은 편안함을 '인(仁)'은 방위상 동쪽을 의미하여 '안인(安仁)'은 '강릉 동쪽의 편안한 곳'이란 뜻이 된다.

## 입항 정보
부근 해역에서 안인진항으로 입항하는 선박은 뒤편의 봉화산을 목표로 하여 입항하면 된다. 항내 수심은 1~3m, 지질은 모래와 바위이며, 소형 어선이 접안할 수 있다.

## 어항 시설
방파제와 방사제, 물양장이 축조되어 있으며, 급유는 수협 탱크로리, 급수는 자체 조달, 선박 수리는 금진항의 수리시설을 이용하고, 폐유보관소는 방파제 기부에 있으며 강릉시 수협에서 수거한다.

## 교통 정보
- 교통은 승용차로 강릉인터체인지에서 (구)동해고속도로를 타고 가다가 안인표지판을 보고 좌회전한 후, 강릉 7번국도를 따라가면 안인삼거리 왼편의 안현진리로 이어지며 소요시간은 대략 30분 정도이다.
- 버스로는 강릉시내 신영극장에서 111번, 112번, 113번 버스가 있으며, 승차 후 안인삼거리에서 하차하면 도보로 10분 거리이다.

## 어업 현황
- 85가구 정도가 어업에 종사하고 있으며 약 42척의 어선이 있다. 주 어종으로는 가자미와 넙치 등이 있으며 그 외에 전복과 해조류도 많다. 특히 넙치와 전복의 경우 양식업도 활발하다. 주요 어장인 연안어장의 해상거리는 1~5km 정도이다.
- 주요 어로 시기는 10월부터 이듬해 2월 사이 기간이며 주로 가자미와 넙치가 많이 잡히고 있다. 군선강과 바닷물이 합쳐지는 곳으로 숭어가 많이 올라와 지역 낚시애호가들이 많이 찾고 있으며, 매년 3월 3일과 9월 9일에 풍어제를 지낸다.

## 주변 관광
- 인근에 위치해 있는 항구로는 안목항이 육상으로 6km, 해상으로 10km 정도 떨어져 있다. 항구 옆으로는 안인진해수욕장이 있으며 항구 북쪽 봉화산에는 해령당이라는 성황당이 있다.
- 인근에는 천년의 역사를 자랑하는 등명낙가사, 드라마 모래시계의 촬영지였던 정동역, 통일공원(잠수함침투지)이 승용차로 5분 거리에 있어 해안일주관광지로서 각광을 받고 있다.